# Deuxième guerre civile samoane
La deuxième guerre civile samoane a atteint son paroxysme en 1898 lorsque l'Allemagne, le Royaume-Uni et les États-Unis se sont disputés pour savoir qui devait contrôler la chaîne d'îles samoanes, située dans l'océan Pacifique Sud.
À la fin de la guerre en 1899, les États-Unis ont obtenu la partie orientale des îles, les allemands la partie ouest des îles et les britanniques les îles Salomon du nord de Choiseul, Isabel et les îles Shortland qui appartenaient autrefois à l'Allemagne,. La moitié allemande est maintenant une nation indépendante, les Samoa. La moitié américaine est toujours sous le contrôle du gouvernement américain en tant que territoire des Samoa américaines.

## Combattants
Les alliés étaient les partisans samoans de Malietoa Tanumafili I et les forces navales de soutien des États-Unis et du Royaume-Uni. Ces forces combattirent les rebelles de Mata'afa Iosefo (en), soutenus par l'Allemagne.

## Guerre
À la suite de la mort de Malietoa Laupepa, Mata'afa Iosefo revint d'exil et fut élu au pouvoir par un conseil de chefs samoans. En réponse, la Royal Navy britannique et l'US Navy débarquèrent des forces à Apia pour soutenir le fils de Laupepa, Malietoa Tanumafili I, contre Mata'afa soutenu par l'Allemagne.
La première bataille du conflit impliquant les britanniques et les américains fut le siège d'Apia (en). Lorsque les forces navales ont débarqué, elles ont occupé une grande partie de la ville, les forces de Mata'afa ont attaqué, de sorte que les navires de guerre britanniques et américains dans le port d'Apia ont commencé à bombarder les positions ennemies autour de la ville. Après le conflit, les forces de Mata'afa se sont retirées dans le bastion de Vailele, plusieurs expéditions américaines et britanniques ont ainsi commencé dans la jungle dense pour retrouver les hommes du chef.
Fin mars, une expédition conjointe des forces britanniques, américaines et samoanes a marché le long de la côte depuis Apia vers Vailele. Des escarmouches ont eu lieu et deux villages ont été détruits alors que les rebelles samoans se retiraient. Le 1er avril, l'expédition de 26 marines, 88 marins et 136 samoans a quitté la côte pour une attaque du côté terre de Vailele, laissant la protection de l'appui-feu naval. Les croiseurs USS Philadelphia (en), HMS Tauranga (en), HMS Porpoise (en) et la corvette HMS Royalist (en) ont débarqué les marins et les marines. Le Royalist fut envoyé en tête de l'expédition pour bombarder les deux forts gardant la plantation Vailele.
La deuxième bataille de Vailele (en), le 1er avril, a été une défaite pour les forces expéditionnaires. Ils se sont retirés à Apia et ont rapporté leurs pertes à leurs commandants, qui ont décidé de planifier les futures opérations dans la région. Le 13 avril, la ligne de front britannique s'étendait juste au sud de Vailele et ce jour-là, les forces de Mata'afa ont attaqué, mais ont été repoussées repoussés. Plus tard, une autre expédition a combattu à nouveau au sein de Vailele. Les rebelles ont encore gagné lorsqu'ils ont résisté à une attaque menée par les britanniques contre les deux forts. Les combats ont eu lieu près du champ de bataille où les rebelles samoans avaient vaincu (en) les troupes allemandes en 1889 lors de la première guerre civile sur l'île (en). Une statue de l'enseigne John R. Monaghan (en) a été érigée à Spokane, dans l'État de Washington, pour commémorer le courage du jeune officier. Une deuxième bataille à Apia (en) a eu lieu le 25 avril, lorsqu'une petite force de samoans a attaqué une patrouille de marines américains, mais a été repoussée sans faire de victimes.
La guerre a abouti finalement, via la Convention tripartite de 1899, à la partition des îles Samoa en Samoa américaines et Samoa allemandes.

## Galerie

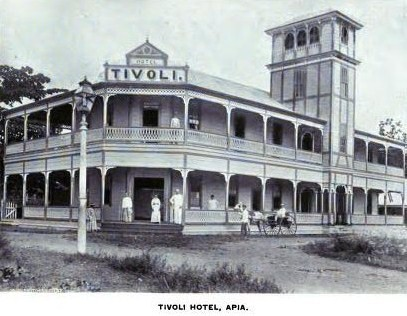
Hôtel Tivoli en 1896, utilisé comme poste de commandement des forces américaines lors de la bataille d'Apia.
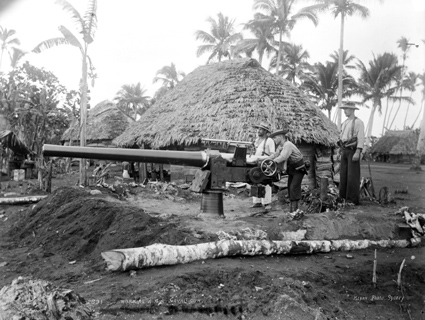
Des marines américains et un canon naval à Upolu, en 1899.
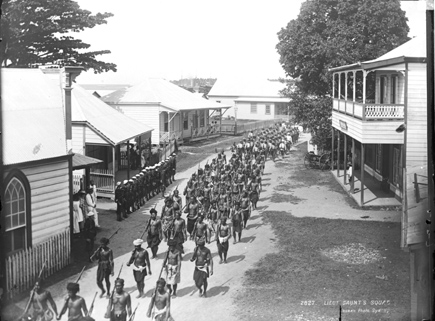
Guerriers samoans et militaires américains lors du siège d'Apia en mars 1899.
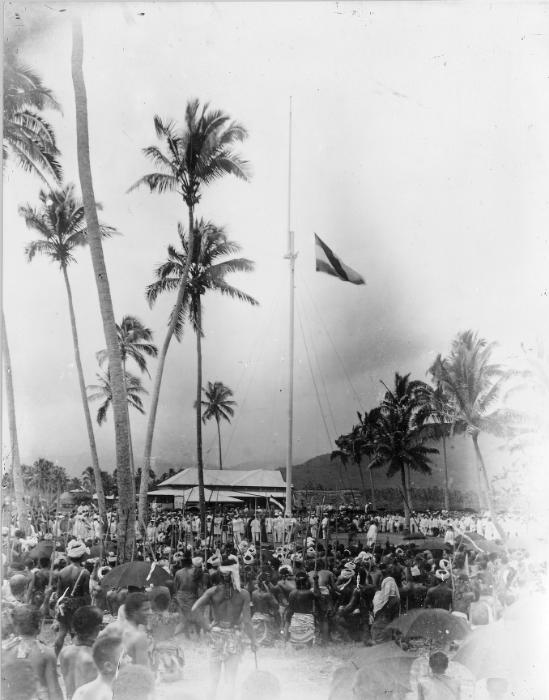
Cérémonie de lever du drapeau allemand commémorant la création des Samoa allemandes en 1900.
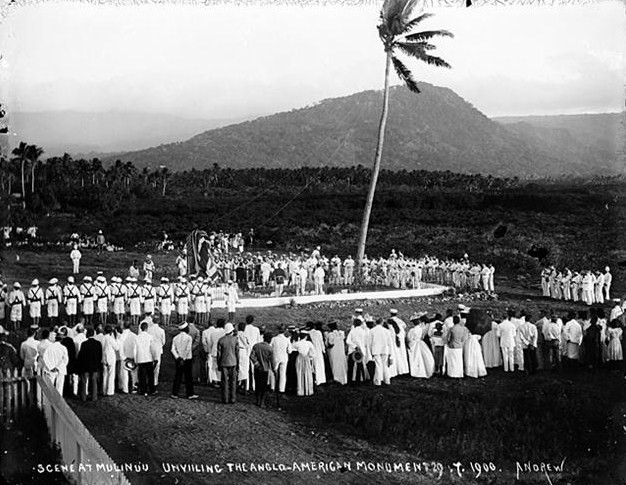
Samoans, américains et britanniques organisant une cérémonie tout en érigeant un monument sur la péninsule de Mulinuu, en 1902.
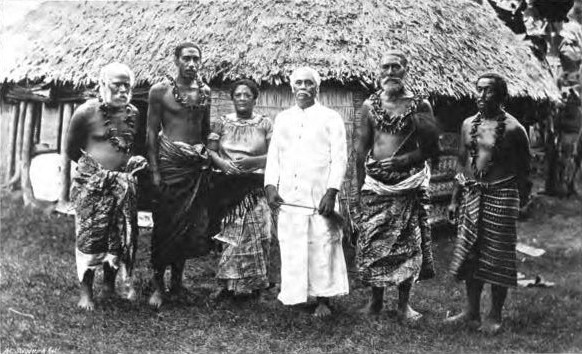
Mata'afa Iosefo et ses disciples, en 1902.